# Kamil Kopúnek
Kamil Kopúnek (Trnava, 18 de maio de 1984) é um ex-futebolista eslovaco que atuava como meio-campista.  

## Carreira em clubes

### Spartak Trnava
Kamil Kopúnek começou a sua carreira no seu clube local FC Spartak Trnava. Tornou-se jogador da primeira equipe em janeiro de 2002 como um jovem talentoso de 17 anos e fez a sua estreia na primavera de 2002, tendo recebido um cartão vermelho nesse mesmo encontro.
Em outubro de 2009 tornou-se capitão.

## Carreira internacional
Kopúnek representou a Eslováquia no escalão de juniores e jogou todos os quatro jogos pela equipe nacional Sub-20 no Mundial Sub-20 de 2003. Em 1 de março de 2006, fez a sua estreia pela equipe nacional principal numa surpreendente vitória por 2–1 frente à França no Stade de France num jogo particular. Marcou o seu primeiro golo internacional contra os Camarões a 29 de maio de 2010 e subsequentemente chamado à selecção Eslovaca para o Mundial de 2010. Em 24 de junho de 2010, acabado de entrar como substituto, marcou o terceiro golo da Eslováquia, na primeira vez que tocou na bola, no jogo de fase de grupos contra a Itália, que terminou 3–2 e acabou por eliminar os Italianos do Mundial de 2010.

### Golos internacionais
| #  | Data          | Estádio                           | Opositor | Marcou | Resultado | Competição            |
| -- | ------------- | --------------------------------- | -------- | ------ | --------- | --------------------- |
| 1. | 29 maio 2010  | Hypo-Arena, Áustria               | Camarões | 1 – 0  | 1–1       | Amigável              |
| 2. | 24 junho 2010 | Ellis Park Stadium, África do Sul | Itália   | 3 – 1  | 3–2       | Copa do Mundo de 2010 |

## Estatísticas de carreira
| Clube             | Época   | Liga | Liga | Taça nacional | Taça nacional | Europa | Europa | Total | Total |
| Clube             | Época   | Jgs  | Gls  | Jgs           | Gls           | Jgs    | Gls    | Jgs   | Gls   |
| ----------------- | ------- | ---- | ---- | ------------- | ------------- | ------ | ------ | ----- | ----- |
| FC Spartak Trnava | 2001-02 | 1    | 0    | 0             | 0             | 0      | 0      | 1     | 0     |
| FC Spartak Trnava | 2002-03 | 10   | 2    | 0             | 0             | 0      | 0      | 10    | 2     |
| FC Spartak Trnava | 2003-04 | 9    | 0    | 2             | 0             | 1      | 0      | 12    | 0     |
| FC Spartak Trnava | 2004-05 | 27   | 1    | 2             | 0             | 5      | 1      | 34    | 2     |
| FC Spartak Trnava | 2005-06 | 32   | 4    | 6             | 1             | 0      | 0      | 38    | 5     |
| FC Spartak Trnava | 2006-07 | 34   | 1    | 2             | 0             | 2      | 0      | 38    | 1     |
| FC Spartak Trnava | 2007-08 | 27   | 1    | 5             | 0             | 0      | 0      | 32    | 1     |
| FC Spartak Trnava | 2008-09 | 25   | 1    | 1             | 0             | 2      | 0      | 28    | 1     |
| FC Spartak Trnava | 2009-10 | 31   | 1    | 6             | 2             | 4      | 0      | 41    | 3     |
| Total             |         | 196  | 11   | 24            | 3             | 14     | 1      | 234   | 15    |

Última actualização: 29 de maio de 2010